# 我要你开花
《我要你开花》（英語：Déjà vu）是中国大陆喜剧片，导演黄微，主演刘洋、强巴才丹、夏炎。

## 剧情
三个北漂的街头青年，遇到“梦想72小时”的开花任务，三人一同为梦想之花绽放而努力奋斗。

## 演出
- 刘洋 出演 张帆。
- 强巴才丹 出演 叶盛。
- 夏炎 出演 刘磊。